# Тогрул (султан Газні)
Тогрул I (*д/н — 1053) — володар Газневідського султанату в 1052—1053 роках (40 або 57 днів). Повне ім'я Ківам аль-Даула Абу-Саїд Тогрул.

## Життєпис
Мав тюркське походження. Розпочав службу гулямом газневідського султана Махмуда I. У 1030-х роках брав участь у війнах проти Сельджукидів. За часів султана Маудуді почалося зростання в кар'єрі. У 1042 році здійснив успішний похід до Сістану, завдавши поразки військам Насридів, що перед тим визнали зверхність Сельджукидів. Тогрул змусив цих правителів знову підкоритися султану Маудуді.
Тогрул не брав участі у змовах протягом 1049—1050 років, коли було повалено декілька султанів Газні. У 1051 році очолив похід проти Сельджукидів, завдавши поразки останнім у битві при Гуп'яні (східний Гіндукуш). У 1052 році здійснив новий похід проти Сістану, захопивши фортецю Так. Слідом за цим знову змусив Навсридів підкоритися Газневідам.
Успіхи у боротьбі проти зовнішніх ворогів надали надію Тогрулу здобути владу. Тому наприкінці 1052 року він рушив проти султана Абд ар-Рашида I, якого повалив та незабаром стратив. Після цього з наказу Тогрула було вбито 11 представників династії Газневидів. Слідом за цим Тогрул одружився з донькою колишнього султана Масуда I, посівши на цій підставі трон.
Проте вже незабаром проти султана Тогрула виступив намісник в Мултані — гулям Хиргіз. Водночас в Газні виникла змова прихильників Газневидів. Останні на чолі з Наш-Тігіном повалили та стратили Тогрула. Замість нього трон посів син Масуда I — Фаррухзад.